# Marianne Anska
Marianne Anska est une actrice française.
Elle se fait connaître du grand public grâce à la série télévisée Le Gerfaut. Sa carrière est essentiellement télévisuelle, avec une apparition dans une quinzaine de séries.

## Filmographie

### Cinéma
- 1995 : French Kiss

### Télévision

#### Téléfilms
- 1992 : Le Réveillon, c'est à quel étage ?
- 1998 : Le Danger d'aimer
- 2000 : Le Bimillionnaire
- 2002 : Les Filles du calendrier
- 2004 : Les Filles du calendrier sur scène
- 2007 : L'Affaire Christian Ranucci : le Combat d'une mère
- 2010 : Mahler : D'un pas mesuré

#### Séries télévisées
- 1983 : Julien Fontanes, magistrat : Week-end au paradis
- 1986 : Madame et ses flics : Spécial bavure
- 1986 : Le Tiroir secret
- 1987 : Le Gerfaut
- 1988 : Le Clan
- 1988 : Allô, tu m'aimes
- 1990 : Un comédien dans un jeu de quilles
- 1992 : La Mort d'un bavard
- 1995 : Quatre pour un loyer
- 1995 : Chien et chat : La faute
- 1995 : Les Cordier, juge et flic
  - 1995 : L'œil du cyclone
  - 2005 : La nuit du sacrifice
- 1997 : L'Avocate : Accident de chasse
- 1998 : Nestor Burma : La plus noble conquête de Nestor
- 2000 : Julie Lescaut, épisode 4 saison 9, L'inconnue de la nationale de Daniel Janneau : Marie Dargentière
- 2006 : Plus belle la vie (Saison 2) : Fleur Sardi
- 2006 : Mafiosa, le clan
- 2011 : Joséphine, ange gardien (Un petit coin de paradis : épisode 57, Saison 15) dans le rôle de Caro

## Théâtre
- 1982 : L'École des femmes de Molière, mise en scène Jean Meyer, Théâtre des Célestins
- 1983 : Roméo et Juliette de William Shakespeare, mise en scène Jean-Paul Lucet, Théâtre des Célestins
- 1983 : L'École des femmes de Molière, mise en scène Jean Meyer, Théâtre des Célestins